# エジノ・ホベルト・クーニャ
エジノ・ホベルト・クーニャ（Edno Roberto Cunha、1983年5月31日 - ）は、ブラジル・サンタカタリーナ州出身のサッカー選手。ポジションはフォワード。

## 所属クラブ
- 2002年  アヴァイFC
- 2002年 - 2003年  PSVアイントホーフェン
- 2003年 - 2004年  FCヴィクトリア・プルゼニ
- 2004年  ヴィスワ・クラクフ
- 2005年  クルゼイロEC
- 2005年 - 2006年  フィゲイレンセFC
- 2006年  ECノヴォ・アンブルゴ
- 2006年 - 2007年  ECノロエスチ
- 2007年  アトレチコ・パラナエンセ

→2008年  ECノロエスチ (期限付き移籍)
- 2008年 - 2009年  アソシアソン・ポルトゥゲーザ・ジ・デスポルトス
- 2009年  SCコリンチャンス・パウリスタ

→2010年  ボタフォゴFR (期限付き移籍)
→2011年  SCコリンチャンス・パウリスタ (期限付き移籍)
- 2011年  アソシアソン・ポルトゥゲーザ・ジ・デスポルトス
- 2011年 - 2013年  UANLティグレス

→2013年  セレッソ大阪 (期限付き移籍)
- 2014年  AAポンチ・プレッタ

→2014年  ECヴィトーリア (期限付き移籍)
- 2015年  アソシアソン・ポルトゥゲーザ・ジ・デスポルトス
- 2015年  ABC FC
- 2016年  ECサンベント
- 2016年  クルーベ・ド・レモ
- 2017年  サンベルナルドFC
- 2017年  ボタフォゴSP
- 2017年  アメリカ・ミネイロ
- 2018年  モレイレンセFC
- 2018年  CAトゥバロン
- 2019年  クルーベ・ド・レモ
- 2019年 - 2020年  ブラジリエンセFC

## 個人成績
| 国内大会個人成績 | 国内大会個人成績 | 国内大会個人成績 | 国内大会個人成績 | 国内大会個人成績 | 国内大会個人成績 | 国内大会個人成績 | 国内大会個人成績 | 国内大会個人成績 | 国内大会個人成績 | 国内大会個人成績 | 国内大会個人成績 |
| 年度             | クラブ           | 背番号           | リーグ           | リーグ戦         | リーグ戦         | リーグ杯         | リーグ杯         | オープン杯       | オープン杯       | 期間通算         | 期間通算         |
| 年度             | クラブ           | 背番号           | リーグ           | 出場             | 得点             | 出場             | 得点             | 出場             | 得点             | 出場             | 得点             |
| 日本             | 日本             | 日本             | 日本             | リーグ戦         | リーグ戦         | リーグ杯         | リーグ杯         | 天皇杯           | 天皇杯           | 期間通算         | 期間通算         |
| ---------------- | ---------------- | ---------------- | ---------------- | ---------------- | ---------------- | ---------------- | ---------------- | ---------------- | ---------------- | ---------------- | ---------------- |
| 2013             | C大阪            | 9                | J1               | 28               | 5                | 7                | 1                | 3                | 1                | 38               | 7                |
| 通算             | 日本             | 日本             | J1               | 28               | 5                | 7                | 1                | 3                | 1                | 38               | 7                |
| 総通算           | 総通算           | 総通算           | 総通算           | 28               | 5                | 7                | 1                | 3                | 1                | 38               | 7                |

- Jリーグ初出場 - 2013年3月2日 J1第1節 vsアルビレックス新潟戦 (長居スタジアム)

## 代表歴
- 2002年 U-20ブラジル代表